# Thompsonville (Teksas)
Thompsonville je naseljeno mjesto za statističke potrebe u američkoj saveznoj državi Teksas. Prema popisu stanovništva iz 2010. u njemu je živjelo 46 stanovnika.